# Harding
Harding je priimek več oseb:
- Geoffrey Parker Harding, britanski general
- Allan Francis John Baron Harding of Petherton, britanski general